# Kazimierz Pułaski (moneta kolekcjonerska 500 złotych)
Kazimierz Pułaski – moneta kolekcjonerska, wybita w złocie, o nominale 500 zł, wyemitowana przez Narodowy Bank Polski 25 lutego 1976, zarządzeniem z dnia 22 stycznia 1976 r. Z formalnego punktu widzenia, przestała być prawnym środkiem płatniczym z dniem denominacji z 1 stycznia 1995 roku, rozporządzeniem prezesa Narodowego Banku Polskiego z dnia 18 listopada 1994 (Monitor Polski nr 61 poz 541).
Moneta była bita w ramach serii tematycznej Wielcy Polacy.

## Awers
W centralnym punkcie umieszczono godło – orła bez korony, poniżej napis „ZŁ 500 ZŁ”, po obu strona orła rok emisji 1976, pod łapą orła znak mennicy w Warszawie, dookoła napis „POLSKA RZECZPOSPOLITA LUDOWA”.

## Rewers
Na tej stronie monety znajduje się lewy profil Kazimierza Pułaskiego, na górze napis „KAZIMIERZ PUŁASKI”, na dole napis „1747 – 1779”, a u dołu po prawej stronie, obok szyi, monogram projektantki.

## Nakład
Monetę wybito w Mennicy Państwowej w Warszawie, stemplem lustrzanym, na krążku złotym próby 900, o średnicy 32 mm, masie 29,95 grama, z rantem gładkim, w nakładzie 2315 sztuk, według projektu Stanisławy Wątróbskiej.

## Opis
Moneta, razem z pięćsetzłotówką Tadeusz Kościuszko, były pierwszymi monetami złotymi wyemitowanymi przez Narodowy Bank Polski i jednocześnie pierwszymi monetami złotymi okresu PRL.

## Powiązane monety
Z identycznym rysunkiem rewersu Narodowy Bank Polski wyemitował monetę kolekcjonerską w srebrze Ag625, o nominale 100 złotych, średnicy 32 mm, masie 16,5 grama, z rantem gładkim.

## Wersje próbne
Monetę wybito również w serii monet próbnych w niklu, w nakładzie 500 sztuk, z wypukłym napisem PRÓBA. Dodatkowo istnieje wersja próbna kolekcjonerska, z wypukłym napisem PRÓBA, w złocie Au900, w nakładzie 300 sztuk.
W serii monet próbnych niklowych wybity został również konkurencyjny projekt pięćsetzłotówki z Kazimierzem Pułaskim z półprofilu, autorstwa Stanisławy Wątróbskiej (awers) i Wojciecha Czerwosza (rewers).